# Státní souhlas
Státní souhlas, štátný súhlas (dosł. państwowe zezwolenie) – w Czechosłowacji w czasach komunizmu pozwolenie na wypełnianie funkcji kapłańskich, częściej odbierane niż przyznawane. Jedno z narzędzi represji wobec kościołów i innych związków wyznaniowych.
Wielu kapłanów przez wiele lat nie mogło wypełniać swych funkcji i było zmuszonych do wykonywania pracy fizycznej. Np. kardynał Miloslav Vlk mył okna, kardynał Ján Chryzostom Korec zamiatał ulice, kardynał Dominik Duka był kreślarzem, a biskup Václav Malý palaczem.